# Sensai Nagayo
Sensai Nagayo (jap. 長与 専斎 Nagayo Sensai; ur. 16 października 1838, zm. 8 września 1902) – japoński lekarz i mąż stanu działający w okresie Meiji.

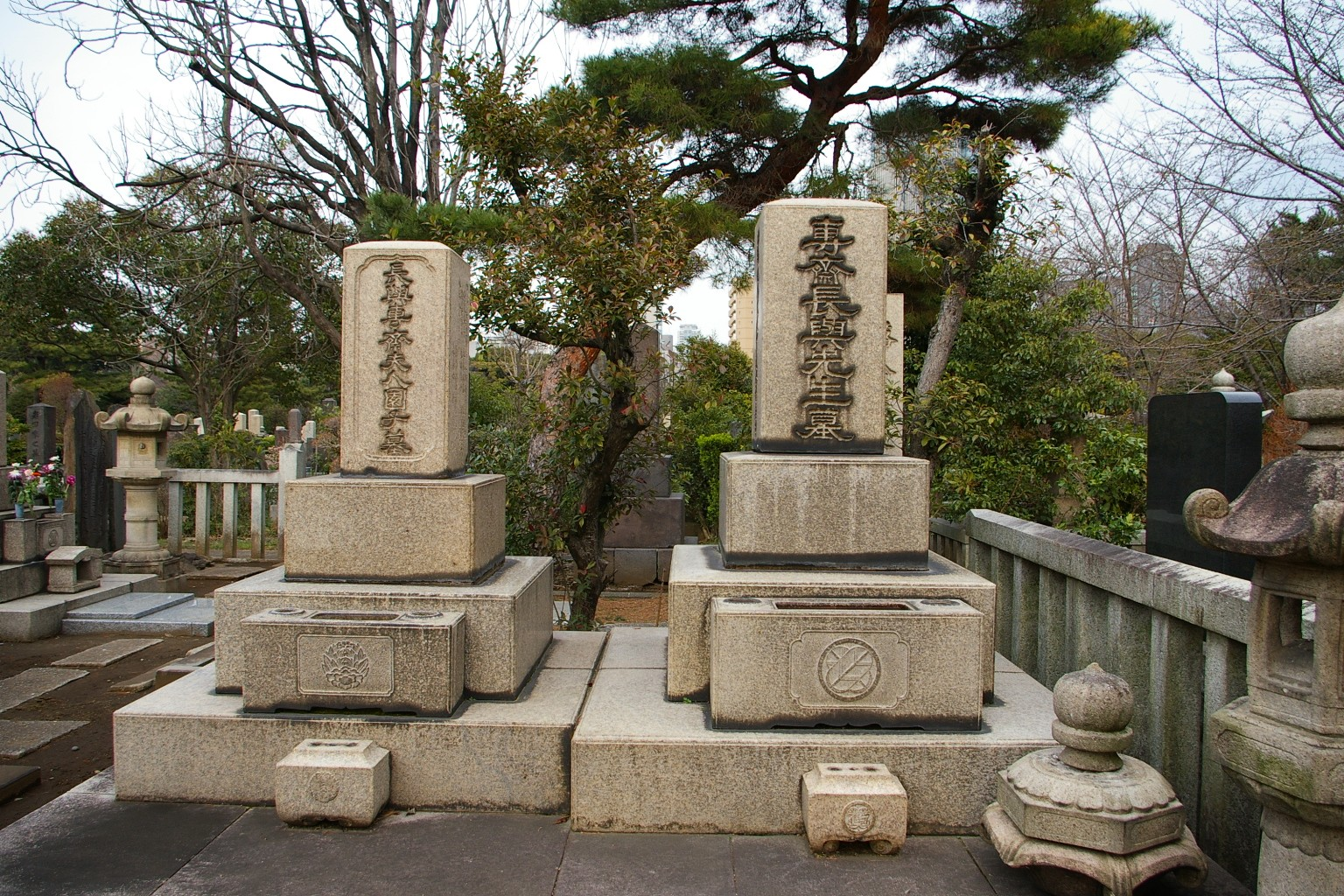
Grób Sensaia Nagayo

Nagayo urodził się w rodzinie z tradycjami lekarskimi. Studiował rangaku (dosł. naukę holenderską, w szerokim znaczeniu naukę Zachodu) u Kōana Ogaty w Osace. Następnie uczył się medycyny w Nagasaki, gdzie łączył wiedzę medyczną Wschodu i Zachodu jako asystent Johannesa Lijdiusa Catharinusa Pompego van Meerdervoorta.
Po restauracji Meiji Nagayo został wybrany do tzw. misji Iwakury. Była to dyplomatyczna podróż delegacji polityków i naukowców do Stanów Zjednoczonych i Europy w latach 1871–1873. Był pod szczególnym wrażeniem nowoczesnych praktyk lekarskich w Niemczech i Holandii.
Po powrocie do Japonii założył Biuro ds. Medycznych (które później stało się Ministerstwem Zdrowia, Pracy i Opieki Społecznej), początkowo podlegające Ministerstwu Edukacji, a później Radzie Ministrów. Ogłosił ustawę o szczepieniach, kompleksowe prawo medyczne i stworzył Tokijską Szkołę Medyczną (Tōkyō Igakkō), która później została dołączona do Cesarskiego Uniwersytetu Tokijskiego.
Nagayo był członkiem parlamentu z rangą danshaku (barona).
Nagayo założył szpital dla chorych na gruźlicę w Kamakurze oraz spopularyzował to miasto jako uzdrowisko.